# Alpioniscus christiani
Alpioniscus christiani là một loài chân đều trong họ Trichoniscidae. Loài này được Potocnik miêu tả khoa học năm 1983.